# 河曲馬

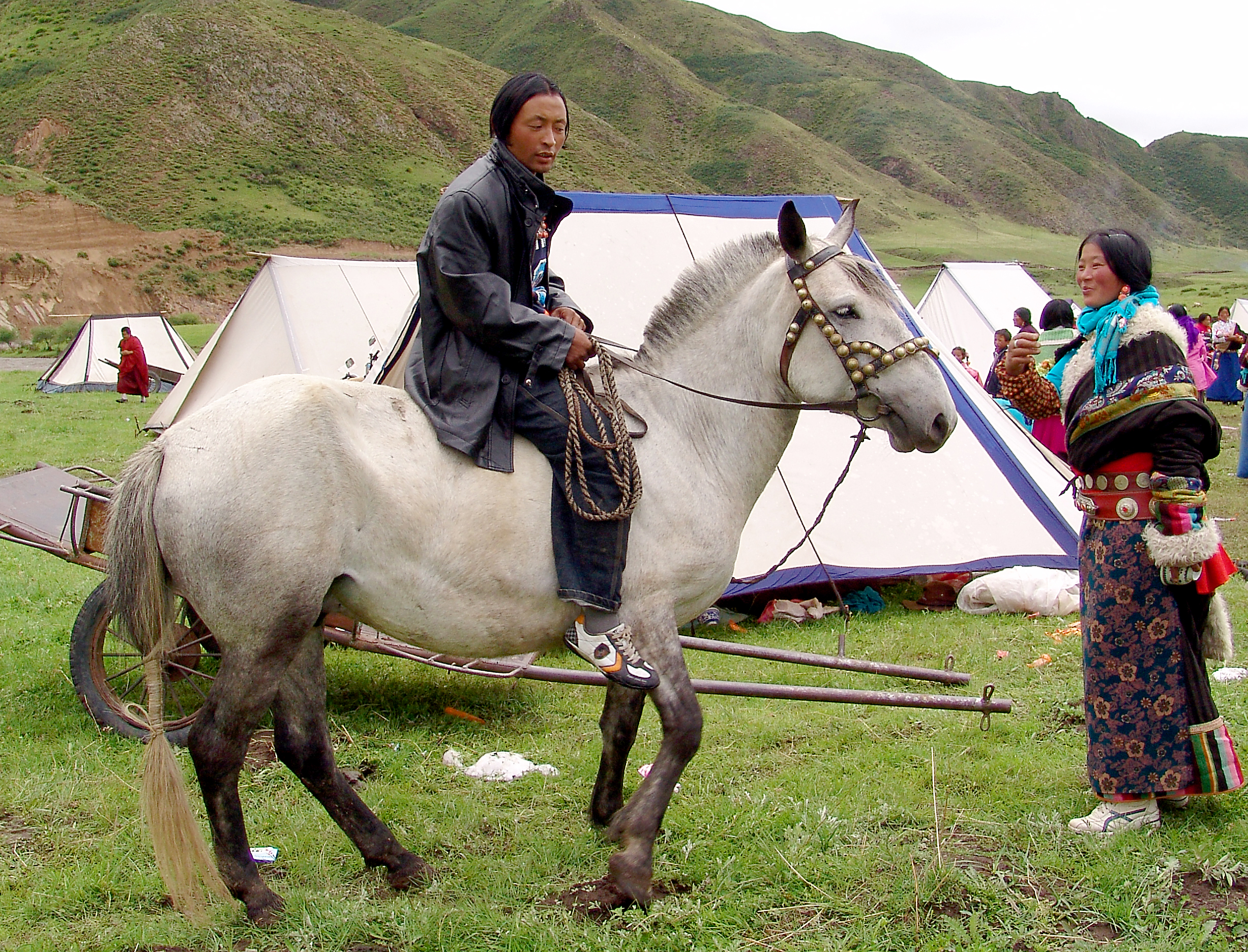
河曲馬

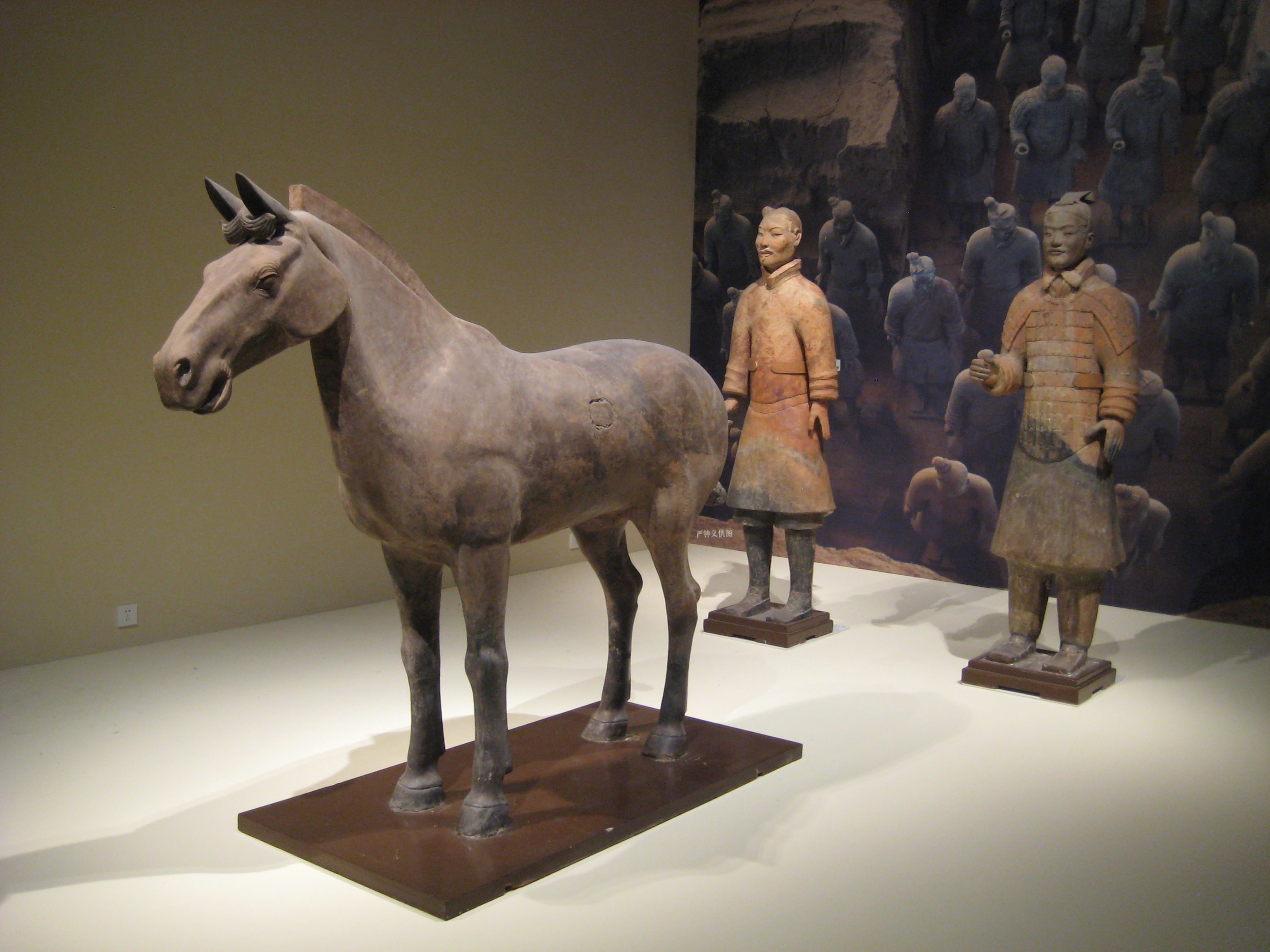
秦軍兵馬俑的馬俑就是河曲馬的雕塑

河曲馬，原名「吐谷渾馬」，牠們是和內蒙古三河馬以及新疆伊犁馬齊名的中國三大馬種，河曲馬生長於中國青海、甘肅和四川交界的青藏高原，由於位處又是黃河上游第一河曲處，故於1954年改名為「河曲馬」。

## 體型和習性

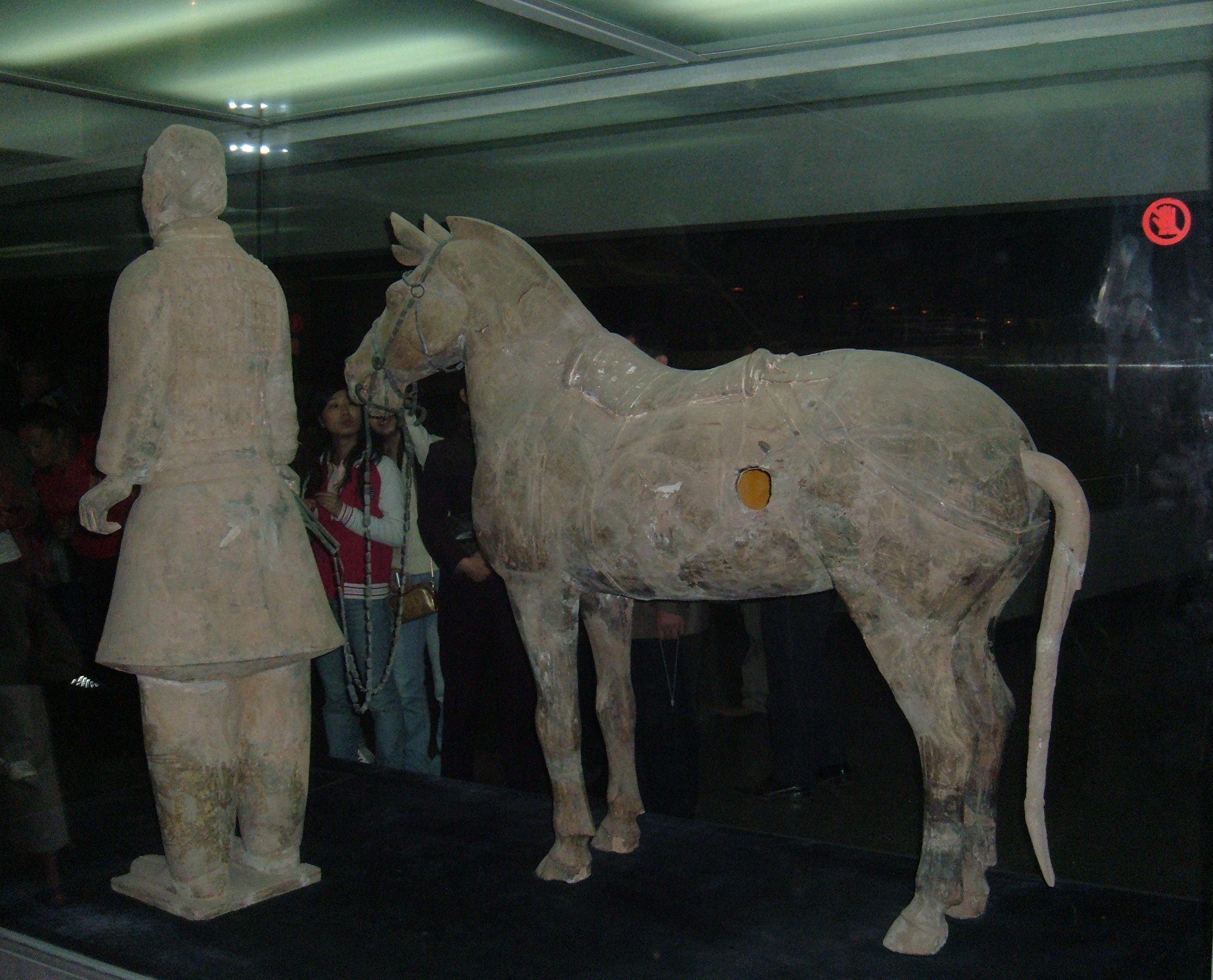
若按西方的標準，河曲馬祇算是小型馬或矮腳馬，圖中所見和人相比，河曲馬並不高大

河曲馬的雄馬肩高平均大約137厘米而雌馬平均大約132厘米，若按西方的標準祇算是小型馬或矮種馬，其毛色以黑毛、粟毛、青毛較多，其他毛色較少。
河曲馬習性溫馴，耐力持久而氣力中等，一隻成年馬大約可拉動370公斤的重物，可日行50公里，由於牠們原本就是高原動物故可適應高原寒冷多變的自然環境。
雄馬可最多有30至33年壽命而雌馬26至28年，牠們可作騎乘的戰馬或拉車的挽馬。

## 歷史

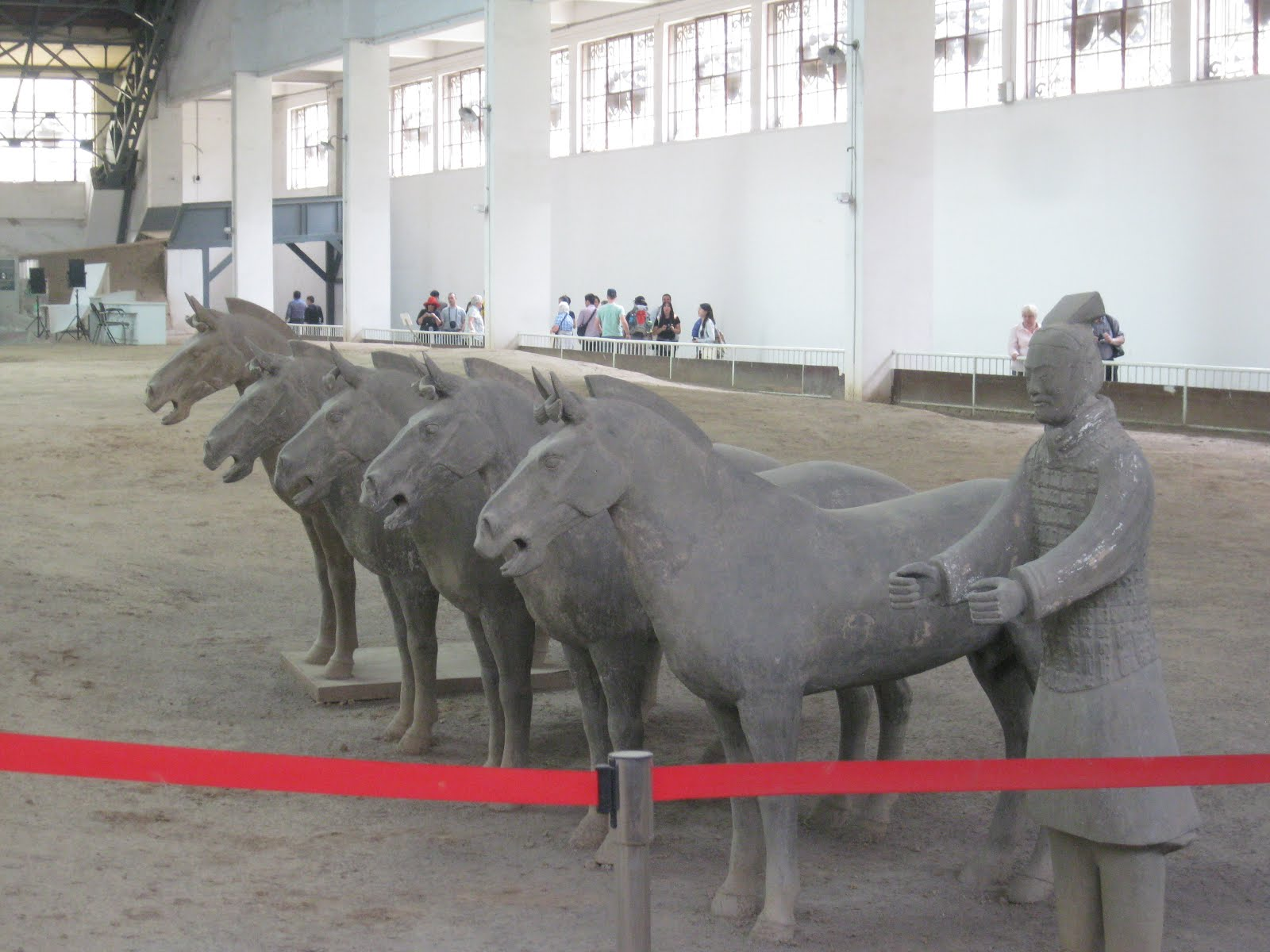
秦兵馬俑

河曲馬的祖先就是生活在青藏高原的草原野馬，西戎羌族是第一批把河曲馬馴化成為家馬的遊牧民族，之後秦人從西戎羌族那裡得到河曲馬，河曲馬在秦軍對中原六國的統一戰爭當中作用重大，最終令秦人建立第一個統一中國的秦朝，秦始皇陵的兵馬俑當中的馬俑就是河曲馬的雕塑。